# Megasoma actaeon
Megasoma actaeon es una especie de escarabajo rinoceronte del género Megasoma, tribu Dynastini, familia Scarabaeidae.  Fue descrita científicamente por Linnaeus en 1758.
La especie se mantiene activa durante todos los meses del año.

## Descripción
Es uno de los escarabajos más grandes, mide hasta 7 centímetros (2,8 pulgadas) de ancho, con una longitud corporal de aproximadamente 5 a 12 centímetros (2,0 a 4,7 pulgadas). Los machos pueden crecer poco más de 13 centímetros (5,4 pulgadas) de largo por 4 centímetros (1,6 pulgadas) de espesor.

## Distribución
Se distribuye por Guayana Francesa, Colombia, Brasil, Ecuador, Perú, Surinam, Guayana, México, Venezuela, Bolivia y Panamá.